# Areopagitika
Areopagitika, aneb řeč o svobodě tisku (anglicky Areopagitica; A speech of Mr. John Milton for the Liberty of Unlicenc'd Printing, to the Parlament of England) je pojednání namířené proti cenzuře, které roku 1644 sepsal John Milton, anglický básník, učenec a autor polemických statí. Areopagitika se řadí mezi nejvlivnější a nejostřejší filozofické obhajoby práva na svobodu slova a projevu. Principy formulované v Miltonově spisu dnes tvoří základ mnoha norem v oblasti svobody slova.

## Pozadí
Spis Areopagitika vyšel 23. listopadu 1644, za vrcholící anglické občanské války. Svým titulem odkazuje k řeči Areopagitikos (řecky Ἀρεοπαγιτικός), sepsané ve 4. stol. př. n. l. aténským rétorem Isokratem. (Athénský pahorek Areopág byl dějištěm tradovaných i skutečně doložených soudů a své jméno propůjčil také radě, jejíž moc se Isokratés snažil obnovit). Vyskytují se však také názory, že pro titul Miltonova spisu je podstatnější odkaz k obraně pronesené před athénským areopágem sv. Pavlem z Tarsu, zaznamenané v novozákonní knize Skutků (Sk 17, 18–34), v níž se apoštol hájil proti nařčení z uctívání cizích božstev a šíření cizích učení.
Stejně jako Isokratés nezamýšlel ani Milton (který nebyl členem sněmovny) své dílo jako řeč určenou k ústnímu přednesu před parlamentním shromážděním. Na veřejnost Areopagitiku uvedl ve formě pamfletu, čímž se vzepřel právě té tiskové cenzuře, vůči níž se v textu vymezoval. Jako zastánce radikálních postojů se Milton v parlamentu hlásil k presbyteriánům a později pracoval jako úředník nově vzniklé republiky, ve svém díle však ostře polemizoval s parlamentním Nařízením o regulaci tisku, známém také jako Cenzurní nařízení z roku 1643, v němž parlament po autorech vyžadoval, aby ještě před vydáním svých děl získali souhlas vlády.
V Miltonově případě se jednalo o osobní téma, sám se totiž s cenzurou potýkal, když usiloval o vydání několika pojednání na obhajobu rozvodu (vyjadřoval v nich radikální stanovisko, které se u cenzorů nesetkalo s kladným přijetím). Ve spisu Areopagitika na podporu svých argumentů uvádí mnoho antických a biblických odkazů. Ty představovaly zvlášť případný rétorický nástroj, protože se textem obracel na kalvinistické presbyteriány, kteří tehdejší parlament tvořili.
Podle názoru profesora filozofie George H. Sabina, byla Areopagitika určena angažované veřejnosti:
Základní princip zde představovalo právo a také povinnost každého inteligentního člověka coby rozumné bytosti znát východiska svého přesvědčení a jednání a přijmout za ně odpovědnost. Přímým důsledkem potom byly společnost a stát, kde se rozhoduje na základě otevřené rozpravy, veřejné orgány hájící stranické zájmy zde nezasahují do informačních zdrojů a politická jednota se tu neodvíjí od moci, nýbrž od shody, která respektuje názorovou rozmanitost.
George H. Sabine

## Argumentace
Milton v textu nejprve hájí samotnou myšlenku vedoucí k sepsání podobného pojednání, a až poté přistupuje k předložení vlastních argumentů. Chválí, že se Anglie vypořádala s tyranií Karla I. a prelátů, hodlá nicméně nechat zaznít své stížnosti. Tento záměr obhajuje tvrzením, že přednést stížnost před parlamentem je otázkou občanské svobody a věrnosti, neboť konstruktivní kritika je lepší než falešné lichotky. Úvod uzavírá apelem na parlament, aby následoval „hlas rozumu“ a v zájmu pravdy a správného úsudku nalezl ochotu „odvolat [jakýkoli] vydaný zákon“.

### Původ cenzurního systému
Samotný výklad začíná historickým exkurzem, kde Milton upozorňuje, že v antickém Řecku ani Římě se cenzura nepraktikovala. Někdy sice docházelo k pálení rouhavých nebo hanlivých spisů a k potrestání jejich autorů, ale zavržení takových textů nastávalo až po jejich zveřejnění, nikoli před ním. Milton tvrdí, že by knihy měly být „zkoumány, zamítány a odsuzovány“, ne však zakazovány, ještě než k jejich přezkoumání dojde. Připomíná, že cenzura byla katolíky zavedena spolu s inkvizicí, čímž apeluje na náboženské přesvědčení osazenstva parlamentu, kde převládali protestanti, a v tehdejší Anglii docházelo mezi protestanty a katolíky k ostrým střetům (viz Protestantská reformace). Předkládá historické příklady dopadů inkviziční činnosti, včetně zmínky o římských papežích z počátku čtrnáctého století, kteří se stali tyranskými cenzory. Kupříkladu papež Martin V. jako první zapověděl četbu kacířských knih, a poté v šestnáctém století tridentský koncil a španělská inkvizice zakazovaly texty, které nebyly ani nutně kacířské, ale pouze se vymezovaly vůči kněžskému stavu.

### Účel knih a četby
Miltonově argumentaci předchází rozprava nad účelem četby. Zmiňuje, že Mojžíš, král David i apoštol Pavel byli všichni učení, a připomíná tak svému protestantskému publiku, že učenost obnáší četbu „rozličných knih“. Tvrdí, že sem patří i „špatné“ či kacířské knihy, protože se lze poučit z jejich chyb a odhalit, co je pravdivé, díky úvaze nad tím, co pravdivé není. Milton zastává názor, že Bůh nadal každého člověka rozumem, svědomím a svobodnou vůlí, aby posoudil myšlenky samotné, a že k odmítnutí myšlenek vyjádřených texty by mělo docházet na základě čtenářova vlastního rozhodnutí, nikoli posudkem cenzurního orgánu. Setkání se lží a falší navíc mysl lidí samo o sobě nezkazí. Milton podotýká, že setkání se lží může ve skutečnosti vést ke ctnostnému jednání, jako když ti, které sv. Pavel obrátil na křesťanství, z vlastního svobodného popudu spálili efezské knihy považované za „magické“.

### Užitečnost cenzurního nařízení
Milton poté tvrdí, že naplnit cíl v podobě potlačení skandálních, štvavých a hanlivých knih se parlamentním cenzurním nařízením nepodaří: „Nařízení o censuře nikterak nevede k cíli, pro který bylo míněno.“ Účelem nařízení bylo zjednat nápravu mravů a předejít šíření „nákazy“ působené špatnými knihami. Proti tomu Milton staví námitku, že cenzurní nařízení zachází příliš daleko, přičemž v minulosti se omezení vztahovala dokonce i na četbu Bible, neboť obsahovala pobuřující popisy bezbožníků a rouhavého jednání. Upozorňuje také, že nevzdělané parlament svým nařízením před špatnými knihami neochrání, protože čtenáři takových knih by beztoho pocházeli spíše z řad vzdělaných lidí. Navíc veškeré špatné myšlenky šířené tištěnou formou lze hlásat také ústně a dalšími prostředky, takže cenzurou se „nákaze“ či zkaženosti nepředejde. Milton vyjadřuje myšlenku, že cenzura knih společenskému rozkladu vůbec zabránit nemůže („naprosto [by] nemohl[a] dosáhnout zamýšleného cíle“) a neexistuje pro ni žádná přijatelná mez: „Zamýšlíme-li regulovat tisk, a tím napravovat mravy, musíme regulovat všechny zábavy a kratochvíle, všechno, co je lidem příjemné.“ Na závěr podotýká, že existují-li vůbec cenzoři způsobilí k vynášení podobných soudů, zůstává zde možnost, že při cenzuře bude docházet k chybám a že by činnost cenzorů vyžadovala neúměrné množství času.

### Škodlivost cenzurního nařízení
Milton prohlašuje, že cenzura „znamená zneuctění a urážku autora, knihy, práva a důstojnosti vzdělání“, a sice proto, že mnohá díla, která autoři napíší s upřímným, čestným záměrem, budou zcenzurována čistě na základě cenzorova svévolného subjektivního posudku.
Domnívá se také, že se Anglie musí otevřít pravdě a porozumění, které by se ale neměly podřizovat monopolu vládních norem. Víru a vědění je nutné osvědčit v praxi, kdežto cenzurní nařízení povede k konformismu a lenosti. Vždy také budou zbývat nové, dosud neznámé pravdy, a předsudky a zvyklosti vlád budou prostřednictvím cenzury stát v cestě jejich odhalování. Milton zastává přesvědčení, že cenzura by mohla překážet v naplňování Božích záměrů, propůjčuje totiž cenzorům moc umlčet druhé.

### Závěr
Přestože Milton uznává osobní práva, ve spisu Areopagitika nevystupuje beze zbytku jako libertarián, neboť tvrdí, že nejlépe fungoval mechanismus uplatňovaný před válkou. Podle dřívějších anglických zákonů musely všechny knihy uvádět alespoň jméno tiskaře (a pokud možno jméno autora). Pokud v rámci takového systému dojde k vydání jakéhokoli hanlivého nebo rouhavého materiálu, mohou být podle Miltona závadné knihy zničeny ex post. „Proti těm, kdož by se tak nezachovali, proti knihám škodlivým a utrhačným by byl oheň a kat nejvhodnějším a nejúčinnějším prostředkem, jakého může lidská opatrnost užít.“ Milton se staví za prostředky poskytující záruku, že autoři a vydavatelé zůstanou postižitelní za veškerá „škodlivá“ nebo „utrhačná“ díla, která vytvoří. Neschází mu sice lítost vůči šiřitelům pomluv, ale neomezenou svobodu slova neprosazuje. Přiznává také, že jeho shovívavost má své hranice: „Nemíním tím, že bychom měli trpět zřejmou pověrčivost a papeženství, jež chtí vykořenit všechna náboženství a všechnu občanskou moc, takže samy musí být vykořeněny.“

## Kritická odezva
Spis Areopagitika presbyteriány v parlamentu nepřesvědčil, aby součásti nařízení z roku 1643 týkající se předtiskové cenzury zbavili platnosti. V tomto smyslu bylo svobody tisku dosaženo až roku 1695. Miltonovo pojednání se setkalo s převážně kladnou odezvou, a abychom pochopili, proč přesto neuspělo, je třeba porozumět jeho publiku. Presbyteriáni společně s Miltonem docílili za vlády Karla I. zrušení soudu Hvězdné komory, ale když se pak v parlamentu zbavili útlaku a chopili se moci, na obraně svobody tisku již netrvali. Prostřednictvím cenzurního nařízení z roku 1643 hodlali umlčet radikálnější protestanty, independenty i autory děl hájících krále, která se začala objevovat v Londýně. Miltonovo pojednání představuje autorovu reakci na toto cenzurní nařízení, přicházející v době, kdy on sám již byl s parlamentem ve sporu.
Když Milton Areopagitiku psal, měl již za sebou neúspěšné pokusy o zpochybnění parlamentních kroků v oblasti jiných práv a privilegií. Miltonova pojednání o rozvodu se, stejně jako Areopagitika, na svoji dobu ukázala jako příliš radikální. Jeho myšlenky předstihly svoji dobu, neboť předjímaly argumenty pozdějších zastánců svobody tisku vztažením pojmů svobodné vůle a volby ke svobodnému sebevyjádření a právům jednotlivců. Miltonův spis „položil základy myšlenek, které měly později nalézt své vyjádření u takových autorů jako John Locke a John Stuart Mill.“
Puritáni sice Miltonovým myšlenkám zprvu vzdorovali, nicméně za několik let je začlenili do oficiální charty puritánské církve. Westminsterské vyznání víry, sepsané mezi lety 1643–1650, povoluje rozvod ze dvou důvodů: nevěry a opuštění.
Westminsterské vyznání víry prohlašuje: „Nevěra nebo smilstvo spáchané po uzavření dohody [o sňatku] a odhalené ještě před svatbou dává nevinné straně spravedlivý důvod takovou dohodu zrušit. V případě nevěry po uzavření sňatku je zákonným právem bezúhonné strany podat rozvodovou žalobu a po rozvodu vstoupit do manželství s další osobou, jako by byla protistrana po smrti.“
Westminsterské shromáždění či synod představovalo širokou reprezentaci „puritánského“ společenství v tehdejší Británii. Tvořilo ho 120 vůdčích osobnosti anglikánské církve, 30 laických delegátů a 6 pověřenců ze skotské církve.
Dalším příkladem vlivu Miltonova spisu je skutečnost, že Ústava Spojených států amerických zakazuje cenzuru před vydáním. Takový zákaz je nutný, neboť jak Milton ve spisu Areopagitica podotýká, hrozba cenzurou před publikací by měla na řeč a vyjádření odrazující účinek, z Miltonova pohledu by se tedy stavěla do cesty následování pravdy ve vztahu k záměrům prozřetelnosti.

## Moderní odkazy na Areopagitiku
Nejvyšší soud Spojených států amerických se na Areopagitiku odvolával při výkladech Prvního dodatku Ústavy Spojených států k objasnění právních pojistek, které zmíněný dodatek zajišťuje. Soud Areopagitiku výslovně citoval ve čtyřech případech. Nejvýznačněji taková citace figurovala v přelomovém sporu New York Times Co. versus Sullivan, kde posloužila k vysvětlení vnitřní hodnoty nepravdivých tvrzení. Soud Miltona dále citoval, aby objasnil nebezpečí cenzury před vydáním v kauze Times Film Corporation versus město Chicago. Roku 1972 vydal soudce William O. Douglas souhlasné stanovisko ve sporu Eisenstadt versus Baird, přičemž citoval Miltonův spis, aby vyjádřil podporu snahám skoncovat s omezováním přednášek o antikoncepci. Poslední případ citace Areopagitiky Nejvyšším soudem představuje nesouhlasné stanovisko soudce Hugo Blacka proti omezení Komunistické strany Spojených států v souvislosti se zpochybněním práva na svobodu slova a svobodu sdružování v kauze Komunistická strana Spojených států versus Výbor pro kontrolu podvratné činnosti. Ve všech případech byl Milton citován na podporu široce pojímané ochrany svobody slova a sdružování.